# Öffentlicher Raum in Privatbesitz

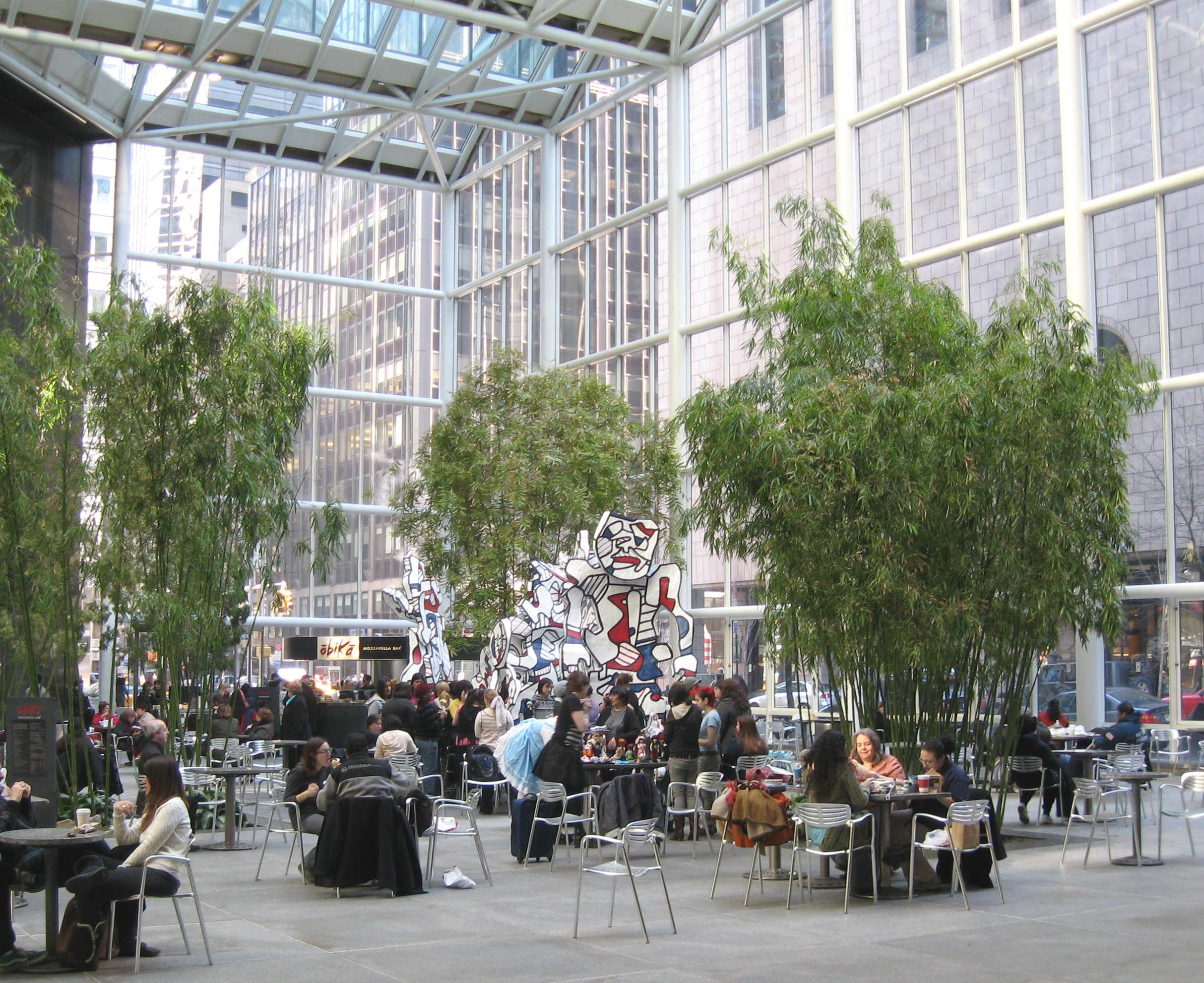
Atrium des 590 Madison Avenue-Gebäudes in New York, eine der bekanntesten „öffentliche Räume im Privatbesitz“ in New York City.

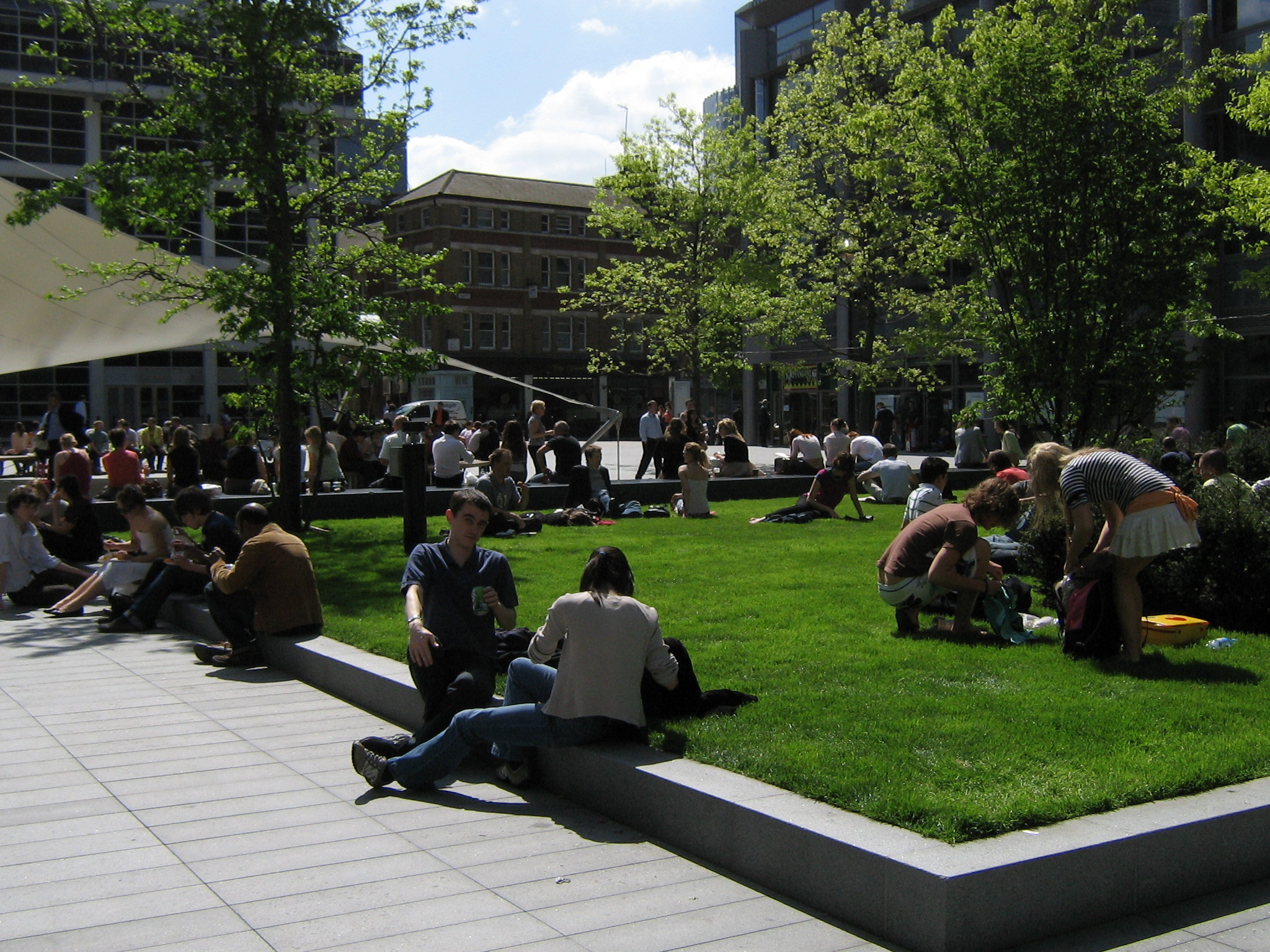
Der Bishops Square in Spitalfields, London gilt als klassisches Beispiel für einen öffentlichen Raum im Privatbesitz im britischen Kontext

Ein öffentlicher Raum in Privatbesitz, auf englisch Privately owned public space (POPS) oder englisch privately owned public open spaces (POPOS), bezeichnet üblicherweise städtische Räume, die privaten Eigentümern gehören, jedoch rechtlich als öffentlich für jeden zugänglich sind. Ein derartiger Raum entsteht üblicherweise beim Neubau von Gebäudekomplexen und wird zwischen privaten Eigentümer und Stadtverwaltung vereinbart – im Gegenzug erhält der private Eigentümer beispielsweise Ausnahmegenehmigungen beim Bau. Das Konzept der öffentlichen Räume im Privatbesitz finden sich vor allem außerhalb Europas, besonders in Großstädten der Vereinigten Staaten (u. a. New York City, San Francisco, Los Angeles), aber auch unter anderem in Auckland, Melbourne, London, Santiago de Chile, Seoul, und Toronto.
Die englische Bezeichnung „privately owned public space“ wurde vor allem durch das von Jerold S. Kayden im Jahr 2000 veröffentlichte Buch Privately Owned Public Space: The New York City Experience bekannt. In dem Buch, entstanden in Zusammenarbeit mit der New Yorker Behörde für Stadtplanung und der Municipal Art Society of New York, beschreibt die Geschichte öffentlicher Räume im Privatbesitz in New York. Die Stadt hatte 1961 mit der Verabschiedung des zweiten Bebauungsplangesetzes (zoning ordinance) das sogenannte incentive zoning geschaffen, mit dem Bauherren Sonderrechte erhalten, wenn sie einen Teil ihres privaten Grundstücks als öffentlich zugänglichen Raum gestalten. Im Gegenzug erhalten sie das Recht die in der Bauordnung vorgeschriebene maximale Geschossflächenzahl um bis zu 20 Prozent zu überschreiten. Für jeden Quadtratfuß öffentlicher Fläche können seitens der Stadt bis zu 10 Quadratfuß zusätzlicher Geschossfläche genehmigt werden.
Zwischen 1961 und 2000 entstanden so in New York City 503 öffentliche Räume im Privatbesitz auf bzw. bei 320 Gebäuden, von den praktisch alle sich in den Downtown, Midtown und Upper East Side und Westside im Bezirk Manhattan befinden. Seit 2000 entstanden weitere Räume, wobei Kayden in seinem Werk vor allem die mangelnde Aufenthaltsqualität dieser Räume kritisierte, zudem würden bis zu Hälfte der Räume den rechtlichen Anforderungen nicht (mehr) genügen. Die meisten Räume kämen an das von Mies van der Rohe eher unbewusst geschaffene Vorbild der Plaza auf dem Seagream Gebäude nicht heran.
Die Stadtverwaltung von Tokio führte drei Jahre nach New York, 1964, ein vergleichbares Anreizsystem für private Bauherren ein. Insgesamt sind dort zwischen 1970 und 2001 506 Gebäude mit öffentlichen Räumen entstanden.
Neben der relativen Definition im US-amerikanischen Kontext kann der Begriff der öffentliche Räume im Privatbesitz auch auf Bereiche wie Einkaufszentren angewandt werden, die zwar privat sind, aber öffentlich besuchbar sind (aber nicht sein müssen).

## Bibliographie
- Ulrich Berding/Antje Haveman/Juliane Pegels/Bettina Perenthaler: Stadträume in Spannungsfeldern. Plätze, Parks und Promenaden im Schnittbereich öffentlicher und privater Aktivitäten. Dorothea Rohn Verlag, Aachen 2010, ISBN 3-939486-49-3.
- Christian Dimmer: Renegotiating Public Space. A Historical Critique of Modern Public Space in Metropolitan Japan and its Contemporary Revaluation. Dissertation an der University of Tokyo. Tokio 2008.
- Jerold S. Kayden/The New York City Department of City Planning/The Municipal Art Society of New York: Privately Owned Public Space: The New York Experience. Wiley, New York 2000, ISBN 978-0-471-36257-9.
- Juliane Pegels: Privately Owned Public Space. New York Citys Erfahrungen mit öffentlich nutzbaren Räumen, die sich in privatem Besitz befinden. Dissertation an der Fakultät für Architektur der RWTH Aachen: I. Architektur und Planung, Nr. 1. Verlag Freund des Reiff, Aachen 2004, ISBN 3-936971-17-X.
- Franz Pesch: Stadtraum heute. Betrachtungen zur Situation des öffentlichen Raums. In: Raumplanung Nr. 136, Februar 2008, ISSN 0176-7534
- Elke Schlack Fuhrmann: Städtebaurecht und Öffentlicher Raum. Vergleichsstudie des Städtebaurechts von Santiago de Chile und Berlin: Einfluss auf die Qualität des öffentlichen Raums. Dissertation TU Berlin. Berlin 2008 (online verfügbar)
- Gregory Smithsimon: Dispersing the Crowd. Bonus Plazas and the Creation of Public Space. In: Urban Affairs Review, 1/2008
- William H. Whyte: City – Rediscovering the Center. University of Pennsylvania Press, New York 1988, ISBN 978-0-8122-2074-2